# 外國人公墓
外國人公墓是清朝墓葬群，位於广东省廣州市黃埔區长洲街道深井竹崗（俗稱番鬼山）山腰。墓地本有237座墓，現僅剩下26座。1998年重修，2002年7月成為廣東省文物保護單位。

## 墓葬
外國人公墓埋者多數為政府官員、商人以及船員，包括美國首任駐華公使義華業。墓地長40米，寬30米，原先有237座墓，後大量墓葬被人為破壞。1998年重修之後，發現僅剩下26座墓葬。墓分三排，上排9座，中排10座，下排7座；每排落差1.6米，深約10米。墓間距1.3到2米不等。除下排兩座墓是橫排，剩下的都是豎排。

## 歷史
鴉片戰爭時，長洲深井一帶水深港闊，逐漸發展成貿易口岸，因而廣州聚集不少外國人。他們在廣州去世後便安葬在長洲深井。